# Jean-Marc Tison
 (décembre 2014).
Pour les articles homonymes, voir Tison.
Jean-Marc Tison, né en 1960 à Bordeaux, est un vétérinaire et botaniste français.
Il a décrit ou recombiné plus de 70 taxons nouveaux de plantes vasculaires. Une espèce, Gagea tisoniana, lui est dédiée.